# Кёпке, Мария
Мария Кёпке (нем. Maria Koepcke; 15 мая 1924, Лейпциг Германия — 24 декабря 1971, Перу) — немецкий орнитолог, известная своей работой с видами птиц Неотропики. Была весьма уважаемым авторитетом в южноамериканской орнитологии. Мать Юлианы Кёпке.

## Биография
Мария Эмилия Анна фон Микулич-Радецки родилась в немецкой Саксонии, однако её предки происходили из польской аристократии (дед — польско-австрийский хирург Ян Микулич-Радецкий). Ещё молодой женщиной она увлеклась изучением животных. В 1949 получила докторскую степень в Киле. Там же она повстречала будущего мужа, Ганса-Вильгельма Кёпке. Пара уехала в Южную Америку (в Перу) и занялась там изучением дикой природы. Поженились Мария и Ганс-Вильгельм в 1950 году. В 1954 в Лиме у них родилась дочь Юлиана. В этом же году учёная описала новый вид птиц — Zaratornis stresemanni.
Перед рождеством 1971 года Мария и её дочь летели на встречу с Гансом-Вильгельмом. Во время перелёта через Анды их самолёт потерпел крушение, упав в джунгли. Мария и некоторые другие пассажиры злополучного рейса пережили само падение, но в течение нескольких дней погибли от полученных травм. В салоне она сидела рядом с дочерью, которая спаслась, не смогла разыскать мать на земле и отправилась за помощью. Юлиана осталась единственной выжившей в этой катастрофе.
На момент своей смерти Кёпке являлась главой департамента в музее естественной истории, аффилированном с Национальным университетом Святого Марка в Лиме, а также членом Немецкого орнитологического общества.
После гибели Марии в авиакатастрофе её муж и дочь покинули Южную Америку и уехали в Германию.

## Эпонимы
- Megascops koepckeae
- Phaethornis koepckeae
- Cacicus koepckeae
- Pauxi koepckeae[5]
- Microlophus koepckeorum[6] (в честь Марии и её мужа)